# الشيخ عتمان (أسيوط)
قرية الشيخ عتمان هي إحدى القرى التابعة لمركز البداري في محافظة أسيوط في جمهورية مصر العربية. حسب إحصاءات سنة 2006، بلغ إجمالي السكان في الشيخ عتمان 5012 نسمة، منهم 2564 رجل و2448 امرأة.